# Feliks Adamski
Feliks Adamski (ur. 20 maja 1897 w Olszowej, zm. w kwietniu 1940 w Katyniu) – chorąży Wojska Polskiego, kawaler Orderu Virtuti Militari, ofiara zbrodni katyńskiej. 

## Życiorys
Syn Jana i Zofii ze Stasiaków urodzony 20 maja 1897 we wsi Olszowa w powiecie kępińskim. Ukończył tam szkołę powszechną.
W 1915 został wcielony do armii niemieckiej i wziął udział w I wojnie światowej.
Uczestniczył w powstaniu wielkopolskim. W 1919 roku ukończył wojenny kurs dla oddziałów szturmowych w Belgii i kursy kreślarsko-budowlane. Od 1919 roku w Wojsku Polskim. Służył najpierw w 12 pułku piechoty, a następnie w 70 pułku piechoty. Na froncie wojny polsko-bolszewickiej walczył od 1919 do października 1920 roku jako dowódca kompanii, a następnie batalionu. Za walki pod wsiami Grynowicze i Głodawą został odznaczony Orderem Virtuti Militari V kl. (nr 3021). Ponadto w uznaniu zasług wszedł w skład delegacji wręczającej 11 listopada 1920 roku buławę marszałkowską Józefowi Piłsudskiemu.
Do roku 1927 służył w 70 pp. Ukończył Centrum Szkolenia Podoficerów Piechoty nr 1 w 1922 roku. Od 31 grudnia 1927 służył w 10 batalionie KOP a od 1934 roku w batalionie KOP „Krasne” jako młodszy oficer kompanii.
17 września 1939 roku batalion został okrążony podczas wycofywania się w kierunku Wilna. Feliks Adamski dostał się do niewoli radzieckiej w nieznanych okolicznościach przed 23 września. 22 września był widziany przez rodzinę już jako jeniec w wagonie towarowym na stacji kolejowej w Krasnem nad Uszą. Został osadzony w obozie jenieckim w Kozielsku. Do rodziny dotarły listy nadawane przez niego do marca 1940 roku. Między 7 a 9 kwietnia 1940 przekazany do dyspozycji naczelnika smoleńskiego obwodu NKWD – lista wywózkowa nr 014 z 04.04.1940. Chorąży Adamski został zamordowany przez NKWD między 9 a 11 kwietnia 1940 w lesie katyńskim, gdzie od 28 lipca 2000 mieści się oficjalnie Polski Cmentarz Wojenny w Katyniu. Krewni do 1954 poszukiwali informacji przez Biuro Informacji i Badań Polskiego Czerwonego Krzyża w Warszawie. 
Postanowieniem nr 112-49-07 Prezydenta RP Lecha Kaczyńskiego z 5 października 2007 został pośmiertnie mianowany na stopień podporucznika. Awans został ogłoszony 10 listopada 2007, w Warszawie, w trakcie uroczystości „Katyń Pamiętamy – Uczcijmy Pamięć Bohaterów”.

## Życie prywatne
Był żonaty z Jadwigą z Wiśniewskich, z którą miał pięcioro dzieci: Alfredę Leokadię (ur. 1954), Aleksandrę Marię (ur. 1925), Tadeusza Antoniego (ur. 1927) i Halinę Reginę (ur. 1933) i Edwarda. Od 1934 roku rodzina Adamskich mieszkała w Krasnem nad Uszą, od sierpnia 1939 roku w nowym domu w pobliżu dworca kolejowego. W marcu 1940 roku żona została wraz z dziećmi deportowana z Krasnego do rejonu ciurupińskiego w obwodzie pawłodarskim w północno-wschodniej części Kazachskiej SRR. Do Polski powrócili latem 1946 roku.

## Ordery i odznaczenia
- Krzyż Srebrny Orderu Wojskowego Virtuti Militari nr 3021 (1921)[11][12]
- Krzyż Walecznych (1922)[13]
- Medal Niepodległości (17 marca 1938)[14]
- Medal Pamiątkowy za Wojnę 1918–1921
- Medal Dziesięciolecia Odzyskanej Niepodległości
- Krzyż Kampanii Wrześniowej – pośmiertnie 1 stycznia 1986

## Upamiętnienie
- „Dąb Pamięci” przy ul. Grabowskiej 4 w Kępnie (certyfikat nr 001162/008156/WE/2009) – posadzony w 2009 roku przez uczniów Gimnazjum im. ks. Zdzisława Peszkowskiego w Krążkowach w ramach programu „Katyń... ocalić od zapomnienia” Stowarzyszenia „Parafiada” im. św. Józefa Kalasancjusza[15].